# William Etty
William Etty (York, 1787 – 1849) è stato un pittore britannico.

## Biografia
Figlio di un mugnaio, William Etty frequentò la Royal Academy di Londra e fu discepolo di Thomas Lawrence. Realizzò dipinti con soggetto storico o mitologico.
Tra le sue opere La Bellezza che guida la Giovinezza (1832), Ulisse e le Sirene (1837), Giudizio di Paride, Diana e Endimione, Le tre Grazie, I lottatori (1840) e Giovanna d'Arco (1847), di maniere preraffaelite.